# Aspergil (kropilo)
Aspergil ali kropilo (tudi kropilček) je priprava za liturgično kropljenje z blagoslovljeno vodo. Uporablja se ga za blagoslavljanje vernikov v Rimskokatoliški in še v nekaterih drugih Cerkvah.
Ime aspergil (latinsko: aspergillum) izvira iz glagola aspergere = kropiti, škropiti.
Običajno je aspergil izdelan kot luknjičasta kovinska krogla na ročaju. V krogli je goba, ki se napije blagoslovljene vode. Ko duhovnik zamahne s pripravo, vernike poškropi z drobnimi kapljicami vode in jih s tem blagoslovi. 
Včasih se za blagoslavljanje uporablja tudi preprostejšo pripravo, ki ima obliko ščetke z ročajem, ali kar rastlinsko vejico.